# Fredrik Åkerblom

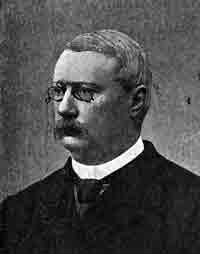
Fredrik Åkerblom

Fredrik Åkerblom (* 9. Juni 1839 in Falun; † 24. September 1901 in Göteborg) war ein schwedischer Zeitschriftenredakteur, Autor und Reichstagsabgeordneter.
Fredrik Åkerblom, ein Sohn des Pfarrers Johan Frans Åkerblom (1806–1886) und dessen Ehefrau Maria Kristina Norström (1815–1874), begann 1858 in Uppsala ein Studium der Philosophie und wurde 1869 promoviert. Von 1865 bis 1869 sowie von 1871 bis 1873 unterrichtete er an einem Gymnasium in Göteborg. Er wurde 1870 Zeitungsredakteur bei der Stockholms-Posten und 1873 bei der Göteborgs-Posten, wo er bis 1893 auch als Herausgeber fungierte. 1896 gründete er in Göteborg die Morgon Posten und blieb bis zu seinem Tod ihr Chefredakteur.
Von 1894 bis 1896 gehörte Åkerblom dem schwedischen Reichstag an, von 1888 bis 1901 dem Stadtrat von Göteborg. Er war Mitglied der Königlich Schwedischen Akademie für Landwirtschaft und der Königlichen Wissenschafts- und Literaturgesellschaft in Göteborg.
Er bereiste das ehemalige Schwedisch-Pommern und veröffentlichte 1892 die Pommerska bref: anteckningar från en resa i f. d. svenska Pommern und ein Jahr später die Landtbruksförhållanden i f.d.svenska Pommern: reseanteckningar. 
Fredrik Åkerblom heiratete 1883 Mary Henny Scott (1851–1916).